# Kijang Rejo
Kijang Rejo is een bestuurslaag in het regentschap Kampar van de provincie Riau, Indonesië. Kijang Rejo telt 2534 inwoners (volkstelling 2010).